# وترة المريء
وَتَرَةُ المريء (بالإنجليزية: Esophageal web)‏، هي أغشية رقيقة تَظهر في أي مكان على طول المريء.

## العرض
أعراضه الرئيسية هي الألم وصعوبة في البلع (عسر البلع).
وتريات المريء هي أغشية رقيقة (2-3 ملم) من نسيج المريء الطبيعي تتكون من الغشاء المخاطي وغشاء ما تحت المخاطية التي يمكن أن تبرز جزئيا وتسبب انسداد في المريء. يمكن أن تكون الوترة المريئية خلقية أو مكتسبة. تظهر الوترة المريئية الخلقية بشكل شائع في الثلث الأوسط والأدنى من المريء، وغالبًا ما تكون محيطة بالمريء مع فتحة مركزية أو طرفية. تعد الوترة المريئية المكتسبة أكثر شيوعًا من الوتريات الخلقية وعادةً ما تظهر في منطقة العنق (خلف الغضروف الحلقي).

الأعراض السريرية لهذه الحالة هي عسر البلع الانتقائي ( مع المواد الصلبة أكثر من السائلة)، والألم الصدري، والمنعكس الأنفي البلعومي، وشفط رئوي، والتثقيب وانحباش الغذاء (آخرهما نادر للغاية). 

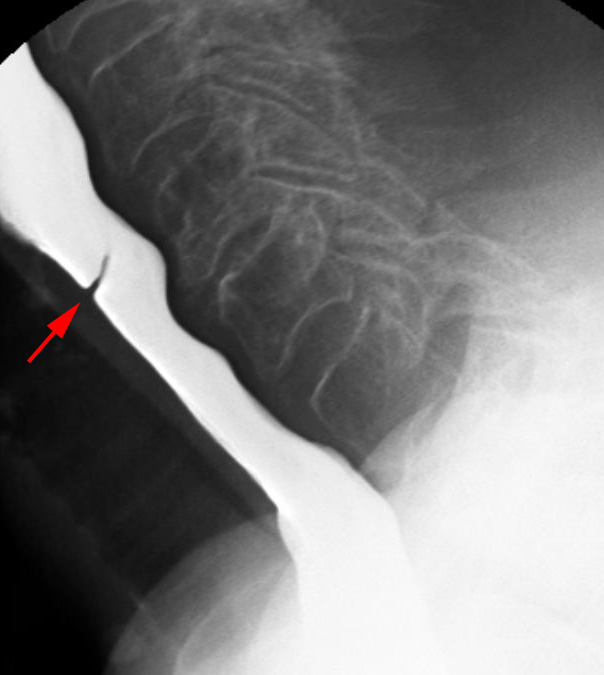
منظر جانبي لتضيق المريء بالوترة.
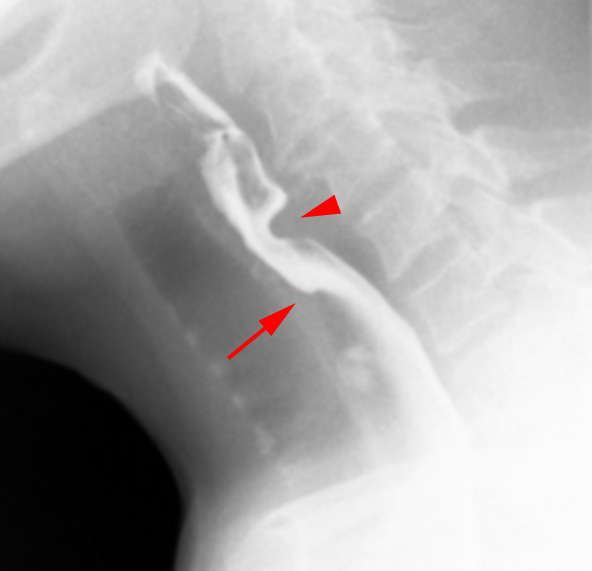
الوترة المريئية مع "ظاهرة الطائرة". رأس السهم على الفتحة الغير مكتملة من العضلة العاصرة للمريء.
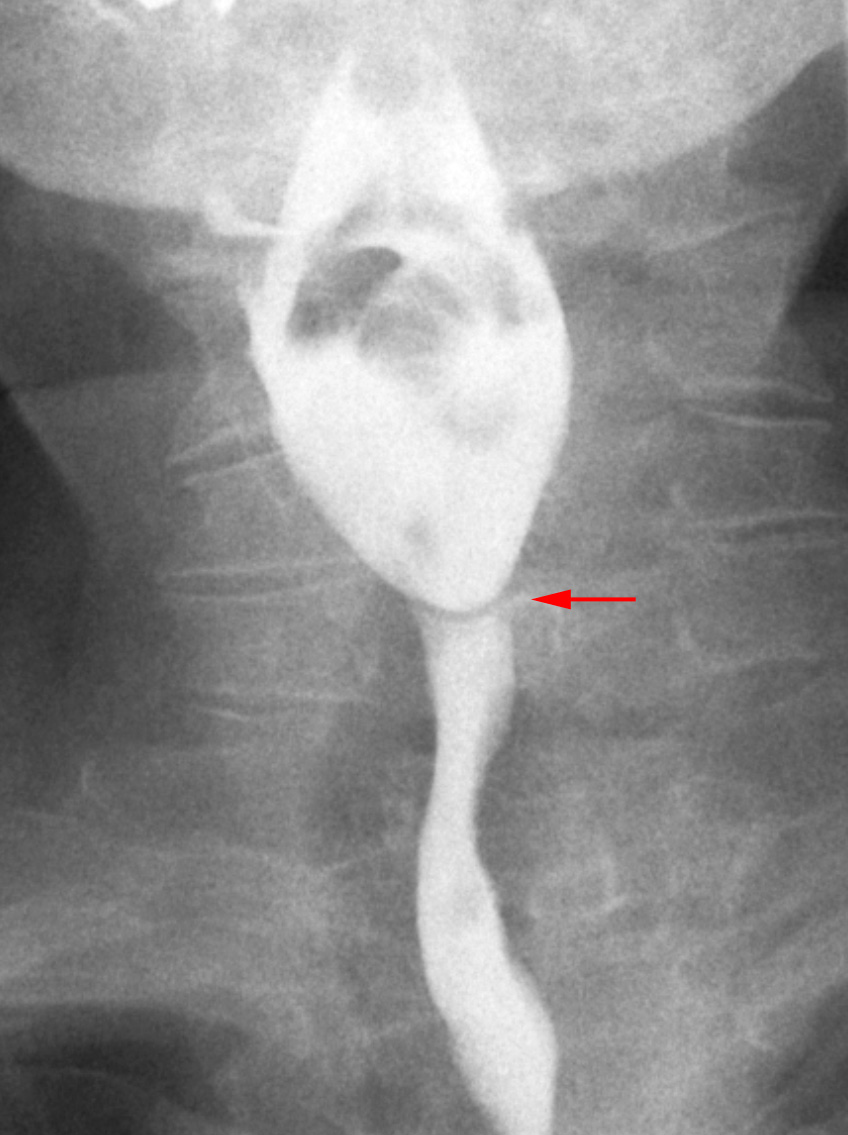
منظر أمامي لتضيق وترة المريء في الباريوم ( فحص ابتلاع الباريوم).

## الأسباب والحالات المرتبطة بها
لوحظت الحالة بشكل رئيسي في متلازمة بلامر-فينسون، والمرتبطة بفقر الدم الناجم عن نقص الحديد المزمن. واحد من كل 10 مرضى يعانون من متلازمة بلامر- فينسون سيصاب في النهاية بسرطان الخلايا الحرشفية في المريء؛ ولكن ليس من الواضح ما إذا كانت وترة المريء في حد ذاتها تشكل عامل خطر.
ترتبط وترة المريء بالأمراض الفقاعية (مثل انحلال البشرة الفقاعي، الفقاع، شبيه الفقاع الفقاعي)، مع داءُ الطُّعْمِ حِيَالَ الثَّوِيّ الذي يتضمن المريء، والداء البطني.
تعد وترة المريء أكثر شيوعًا بين الأفراد البيض والنساء (بنسبة 2: 1). تصف الدراسات العلاقات بين هذه الوترة المريئية ومتلازمة بلامَر-فينسون، واضطرابات الجلد الفقاعي، ورأب الفتحة، وداءُ الطُّعْمِ حِيَالَ الثَّوِيّ، والداء البطني. الآليات المفترضة هي فقر الدم الناجم عن نقص الحديد (الآلية لا تزال غير معروفة) أو بعض التداخل في الجهاز المناعي. يمكن تمزق وترات المريء أثناء التنظير العلوي.

## التشخيص
الاختبار التشخيصي الأفضل هو ابتلاع الباريوم.

## العلاج
يمكن علاج وترات المريء بالتوسع بالمنظار.